# فرانشيسكو دامياني
فرانشيسكو دامياني (بالإيطالية: Francesco Damiani)‏ مواليد 4 أكتوبر 1958 في بانياكافالو، إميليا-رومانيا، إيطاليا، هو ملاكم إيطالي يصنف ضمن فئة الوزن الثقيل. حقق بطولة منظمة الملاكمة العالمية. شارك في دورة الألعاب الأولمبية الصيفية.

## إحصائيات
خاض خلال مسيرته 32 نزالا، فاز في 30 وخسر في 2. فاز بالضربة القاضية في 24 نزالا.

## روابط خارجية
- فرانشيسكو دامياني على موقع بوكس ريك (الإنجليزية) (registration required)
- فرانشيسكو دامياني على موقع اللجنة الأولمبية الدولية (الإنجليزية)
- فرانشيسكو دامياني على موقع أوليمبيديا (الإنجليزية)
- فرانشيسكو دامياني على موقع اللجنة الأولمبية الإيطالية (الإيطالية)